# Hendrick de Keyser

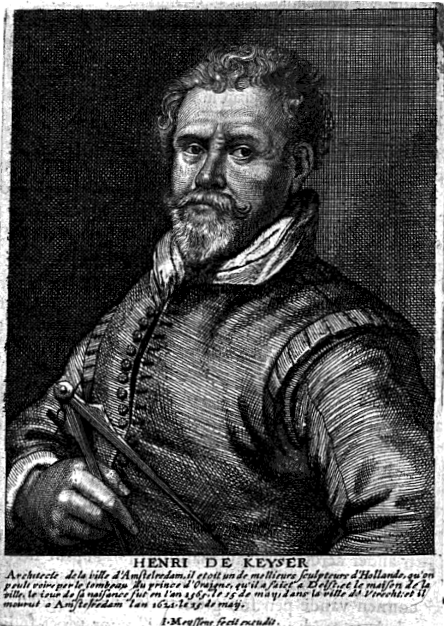
Hendrick de Keyser

Hendrick de Keyser, född 15 maj 1565 i Utrecht, död 15 maj 1621 i Amsterdam, var en nederländsk arkitekt och bildhuggare. 

## Biografi
Hendrick de Keyser var son till möbelsnickarmästaren Cornelis Dirxzoon de Keyser i Utrecht, och elev till skulptören Cornelis Bloemaert den äldre och målaren Abraham Bloemaert. de Keyser utförde själv även målningar. 

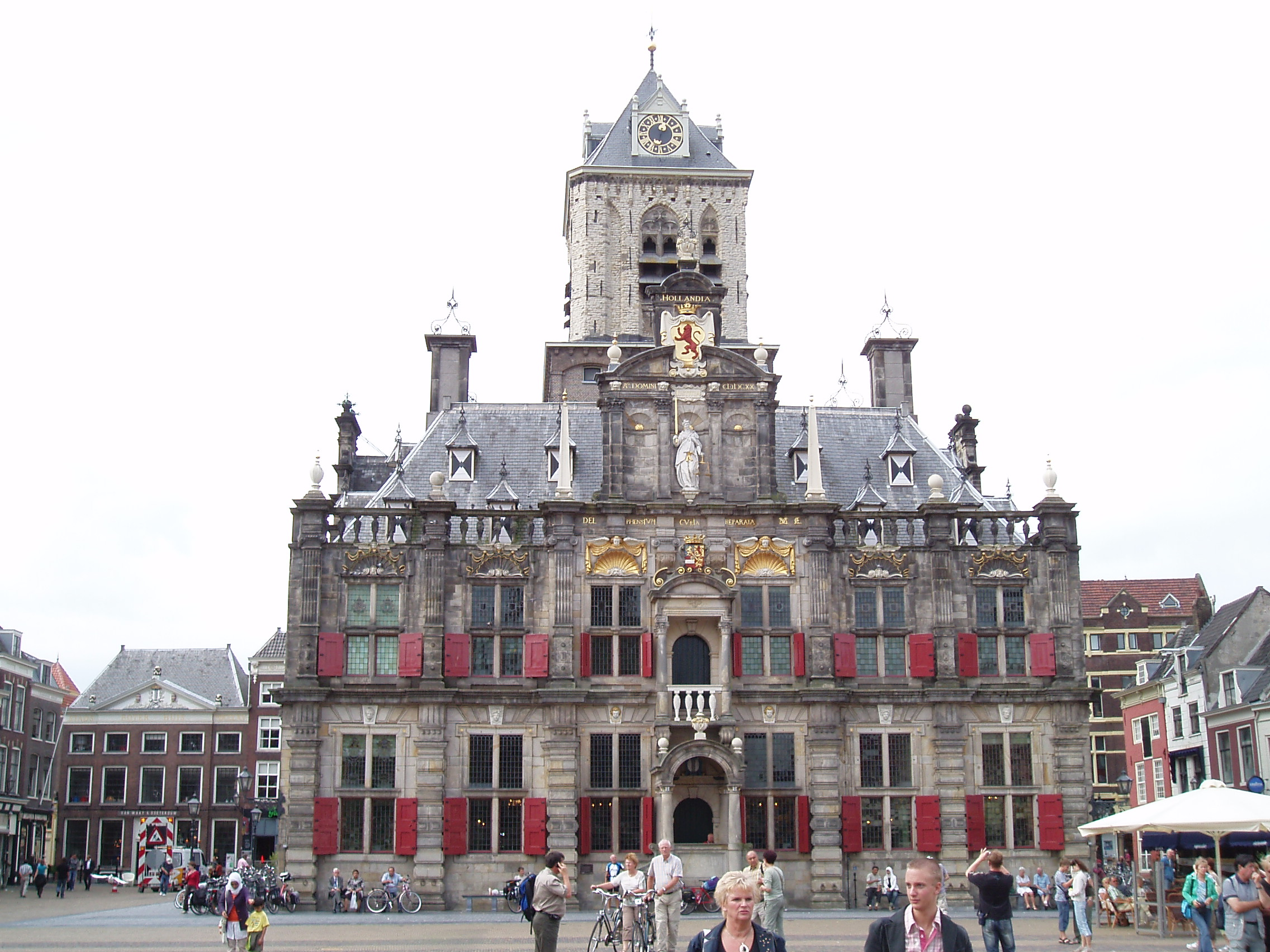
Stadshuset i Delft.

de Keyser, som var stadsarkitekt i Amsterdam, var den nederländska högrenässansens främste byggnadskonstnär, som, ehuru fostrad i Vitruvius' strängt antikiserande skola, påverkad av Hans Vredeman de Vries gav den nederländska renässansarkitekturen dess säregna prägel och - det förtjänar tilläggas - i egenskap av lärare åt den till Danmark sedan överflyttade antwerparen Hans van Steenwinckel indirekt kom att utöva stort inflytande på den danska byggnadskonsten, sådan den framträder i Frederiksborgs och Rosenborgs slott, i gamla Börsen i Köpenhamn, och så vidare 
Hans främsta verk är Haarlemerporten, Börsen, Ostindiska kompaniets hus och tre kyrkor - Zuiderkerk, Westerkerk och Noorderkerk - i Amsterdam, Rådhuset i Delft samt det av generalstaterna beställda gravmonumentet över Vilhelm av Oranien i Nieuwe Kerk (Ursulakyrkan) i samma stad - en kvadratisk, tempelartad hallbyggnad, öppen åt alla fyra sidorna med frihetshjälten vilande omgiven av fyra allegoriska figurer och överst Ryktet - det hela arbetat i olikfärgad marmor och brons. I Mauritshuis i Haag ses den store ståthållarens terrakottabyst av Keysers hand samt i Johanneskyrkan i Gouda en glasmålning, till vilken han gjort utkastet.
Hendrick de Keyser var far till arkitekten och bildhuggaren Pieter de Keyser, som fullföljde några av faderns oavslutade projekt, och till målaren Thomas de Keyser. Han var svärfar till arkitekten och skulptören Nicholas Stone och morfar till målaren Henry Stone.